# Walter Pelham (4e comte de Chichester)
Walter John Pelham, 4e comte de Chichester (22 septembre 1838 - 28 mai 1902), titré Lord Pelham de 1838 à 1886, est un homme politique et pair héréditaire britannique.

## Biographie

### Jeunesse
Il est le fils aîné de Henry Pelham, 3e comte de Chichester et de sa femme Mary Brudenell, fille de Robert Brudenell, 6e comte de Cardigan.
Il fait ses études à Harrow et au Trinity College, à Cambridge, où il obtient son diplôme en 1859.

### Vie adulte
Il est conseiller pour East Sussex, Sous-lieutenant de Sussex et de Kent, et succède à son père, à la présidence du Brighton College.
Il meurt dans sa résidence de Stanmer House le 28 mai 1902, à l'âge de 63 ans  et est enterré dans le cimetière de Stanmer. Son frère cadet, le révérend Francis Pelham, 5e comte de Chichester, lui succède dans ses titres. Lady Chichester est décédée en décembre 1911 à l'âge de 74 ans.

#### Chambre des communes
Il est élu à la Chambre des communes en 1865 pour Lewes, poste qu'il occupe jusqu'en 1874.

#### Chambre des lords
Il succède à son père Henry Pelham, 3e comte de Chichester à la Chambre des lords. Il ne semble pas avoir siégé ni prit part aux débats.

## Famille
Il épouse, le 18 juin 1861, Elizabeth Mary Bligh (1837-1911), fille de John Duncan Bligh et d'Elizabeth Mary Gisborne. Ils n'ont pas d'enfants :

## Distinctions

### Décorations
- Médaille du jubilé d'or de Victoria (21 juin 1887)
- Médaille du jubilé de diamant de Victoria (20 juin 1897)